# هلبة الكبريت المجاري
هلبة الكبريت المجاري (الاسم العلمي:Thiothrix defluvii) هي نوع من البكتيريا تتبع جنس هلبة الكبريت من فصيلة هلبات الكبريت.